# Нейтральные паралимпийские спортсмены на летних Паралимпийских играх 2024
Команда Нейтральных паралимпийских спортсменов на летних Паралимпийских играх 2024 года в Париже будет представлена 96 спортсменами в 8 видах спорта. В команду вошло 88 спортсменов из России и 8 спортсменов из Белоруссии, которые из-за вторжения России на Украину и связанных с ним санкциями выступят в нейтральном статусе.
Нейтральные паралимпийские спортсмены соревнуются под белым флагом с черными буквами NPA. Использование флага ограничено телевизионными трансляциями, графическими презентациями, а также церемониями награждения. Завоёванные медали не учитываются в медальном зачёте Паралимпийских игр, а в случае победы нейтрального спортсмена, будет звучать гимн Паралимпийских игр.

## Медали
| Золото  |                       |          |                                                            |            |
| №       | Спортсмены            | Страна   | Вид спорта (дисциплина)                                    | Дата       |
| 1       | Игорь Бокий           | Беларусь | Плавание (100 метров баттерфляем, S13, мужчины)            | 29 августа |
| 2       | Игорь Бокий           | Беларусь | Плавание (100 метров на спине, S13, мужчины)               | 30 августа |
| 3       | Андрей Калина         | Россия   | Плавание (100 метров брассом, SB8, мужчины)                | 30 августа |
| 4       | Александр Яремчук     | Россия   | Лёгкая атлетика (бег на 1500 метров, Т46, мужчины)         | 31 августа |
| 5       | Валерия Шабалина      | Россия   | Плавание (200 метров вольным стилем, S14, женщины)         | 31 августа |
| 6       | Игорь Бокий           | Беларусь | Плавание (400 метров вольным стилем, S13, мужчины)         | 31 августа |
| 7       | Алексей Чуркин        | Россия   | Лёгкая атлетика (метание клаба, F32, мужчины)              | 31 августа |
| 8       | Роман Жданов          | Россия   | Плавание (150 метров комплексным плаванием, SM4, мужчины)  | 1 сентября |
| 9       | Игорь Бокий           | Беларусь | Плавание (50 метров вольным стилем, S13, мужчины)          | 2 сентября |
| 10      | Дмитрий Черняев       | Россия   | Плавание (100 метров брассом, SB4, мужчины)                | 2 сентября |
| 11      | Евгений Торсунов      | Россия   | Лёгкая атлетика (прыжки в длину, Т36, мужчины)             | 2 сентября |
| 12      | Александр Костин      | Россия   | Лёгкая атлетика (бег на 1500 метров, Т13, мужчины)         | 3 сентября |
| 13      | Егор Щелканов         | Беларусь | Плавание (100 метров на спине, S9, мужчины)                | 3 сентября |
| 14      | Дарья Лукьяненко      | Россия   | Плавание (200 метров комплексным плаванием, SM11, женщины) | 3 сентября |
| 15      | Игорь Бокий           | Беларусь | Плавание (200 метров комплексным плаванием, SM13, мужчины) | 3 сентября |
| 16      | Андрей Вдовин         | Россия   | Лёгкая атлетика (бег на 400 метров, Т37, мужчины)          | 4 сентября |
| 17      | Хетаг Хинчагов        | Россия   | Лёгкая атлетика (прыжки в длину, Т30, мужчины)             | 4 сентября |
| 18      | Валерия Шабалина      | Россия   | Плавание (200 метров комплексным плаванием, SM14, женщины) | 4 сентября |
| 19      | Владимир Свиридов     | Россия   | Лёгкая атлетика (толкание ядра, F36, мужчины)              | 4 сентября |
| 20      | Мария Павлова         | Россия   | Плавание (100 метров брассом, SB7, женщины)                | 5 сентября |
| 21      | Дарья Лукьяненко      | Россия   | Плавание (100 метров брассом, SB11, женщины)               | 5 сентября |
| 22      | Иван Ревенко          | Россия   | Лёгкая атлетика (метание копья, F54, мужчины)              | 6 сентября |
| 23      | Андрей Вдовин         | Россия   | Лёгкая атлетика (бег на 200 метров, Т37, мужчины)          | 7 сентября |
| 24      | Роман Жданов          | Россия   | Плавание (50 метров на спине, S4, мужчины)                 | 7 сентября |
| 25      | Дарья Лукьяненко      | Россия   | Плавание (100 метров вольным стилем, S11, женщины)         | 7 сентября |
| 26      | Матвей Якушев         | Россия   | Лёгкая атлетика (прыжки в длину, Т20, мужчины)             | 7 сентября |
| Серебро |                       |          |                                                            |            |
| №       | Спортсмены            | Страна   | Вид спорта (дисциплина)                                    | Дата       |
| 1       | Владимир Даниленко    | Россия   | Плавание (100 метров на спине, S2, мужчины)                | 29 августа |
| 2       | Кирилл Пульвер        | Россия   | Плавание (200 метров вольным стилем, S5, мужчины)          | 29 августа |
| 3       | Владимир Сотников     | Россия   | Плавание (100 метров на спине, S13, мужчины)               | 30 августа |
| 4       | Александр Костин      | Россия   | Лёгкая атлетика (бег на 5000 метров, Т13, мужчины)         | 31 августа |
| 5       | Анна Кулинич-Сорокина | Россия   | Лёгкая атлетика (метание копья, F13, женщины)              | 31 августа |
| 6       | Виктория Ищиулова     | Россия   | Плавание (100 метров на спине, S8, женщины)                | 31 августа |
| 7       | Владимир Даниленко    | Россия   | Плавание (50 метров на спине, S2, мужчины)                 | 31 августа |
| 8       | Алиасхаб Рамазанов    | Россия   | Тхэквондо (свыше 80 кг, K44, мужчины)                      | 31 августа |
| 9       | Виктория Ищиулова     | Россия   | Плавание (200 метров комплексным плаванием, SM8, женщины)  | 1 сентября |
| 10      | Наталия Буткова       | Россия   | Плавание (150 метров комплексным плаванием, SM4, женщины)  | 1 сентября |
| 11      | Денис Тарасов         | Россия   | Плавание (50 метров вольным стилем, S9, мужчины)           | 2 сентября |
| 12      | Зоя Щурова            | Россия   | Плавание (50 метров на спине, S3, женщины)                 | 2 сентября |
| 13      | Артём Калашян         | Россия   | Лёгкая атлетика (бег на 100 метров, Т35, мужчины)          | 2 сентября |
| 14      | Владимир Даниленко    | Россия   | Плавание (200 метров вольным стилем, S2, мужчины)          | 2 сентября |
| 15      | Роман Жданов          | Россия   | Плавание (200 метров вольным стилем, S4, мужчины)          | 3 сентября |
| 16      | Алексей Чуркин        | Россия   | Лёгкая атлетика (толкание ядра, F32, мужчины)              | 3 сентября |
| 17      | Алан Кокойты          | Россия   | Лёгкая атлетика (толкание ядра, F36, мужчины)              | 4 сентября |
| 18      | Елена Прокофьева      | Россия   | Настольный теннис (одиночный разряд, WS11, женщины)        | 5 сентября |
| 19      | Валерия Шабалина      | Россия   | Плавание (100 метров на спине, S14, женщины)               | 6 сентября |
| 20      | Дмитрий Сафронов      | Россия   | Лёгкая атлетика (бег на 200 метров, Т35, мужчины)          | 7 сентября |
| 21      | Виктория Ищиулова     | Россия   | Плавание (100 метров баттерфляем, S8, женщины)             | 7 сентября |
| 22      | Дмитрий Салей         | Беларусь | Плавание (100 метров баттерфляем, S12, мужчины)            | 7 сентября |
| Бронза  |                       |          |                                                            |            |
| №       | Спортсмены            | Страна   | Вид спорта (дисциплина)                                    | Дата       |
| 1       | Валерия Шабалина      | Россия   | Плавание (100 метров баттерфляем, S14, женщины)            | 29 августа |
| 2       | Кирилл Пульвер        | Россия   | Плавание (100 метров вольным стилем, S5, мужчины)          | 30 августа |
| 3       | Дарья Лукьяненко      | Россия   | Плавание (400 метров вольным стилем, S11, женщины)         | 30 августа |
| 4       | Андрей Вдовин         | Россия   | Лёгкая атлетика (бег на 100 метров, Т37, мужчины)          | 30 августа |
| 5       | Виктория Ищиулова     | Россия   | Плавание (100 метров брассом, SB8, женщины)                | 30 августа |
| 6       | Антон Кулятин         | Россия   | Лёгкая атлетика (бег на 5000 метров, Т13, мужчины)         | 31 августа |
| 7       | Ирина Вертинская      | Россия   | Лёгкая атлетика (толкание ядра, F37, женщины)              | 31 августа |
| 8       | Дарья Лукьяненко      | Россия   | Плавание (100 метров метров на спине, S11, женщины)        | 1 сентября |
| 9       | Георгий Маргиев       | Россия   | Лёгкая атлетика (прыжки в высоту, Т47, мужчины)            | 1 сентября |
| 10      | Дмитрий Сафронов      | Россия   | Лёгкая атлетика (бег на 100 метров, Т35, мужчины)          | 2 сентября |
| 11      | Антон Кулятин         | Россия   | Лёгкая атлетика (бег на 1500 метров, Т13, мужчины)         | 3 сентября |
| 12      | Никита Котуков        | Россия   | Лёгкая атлетика (прыжки в длину, Т47, мужчины)             | 3 сентября |
| 13      | Богдан Мозговой       | Россия   | Плавание (100 метров на спине, S9, мужчины)                | 3 сентября |
| 14      | Владимир Сотников     | Россия   | Плавание (200 метров комплексным плаванием, SM13, мужчины) | 3 сентября |
| 15      | Виктория Сланова      | Россия   | Лёгкая атлетика (бег на 400 метров, Т37, женщины)          | 3 сентября |
| 16      | Андрей Николаев       | Россия   | Плавание (200 метров вольным стилем, S8, мужчины)          | 4 сентября |
| 17      | Егор Ефросинин        | Россия   | Плавание (50 метров вольным стилем, S7, мужчины)           | 4 сентября |
| 18      | Евгения Галактионова  | Россия   | Лёгкая атлетика (толкание ядра, F32, женщины)              | 4 сентября |
| 19      | Виктория Ищиулова     | Россия   | Плавание (50 метров вольным стилем, S8, женщины)           | 5 сентября |
| 20      | Светлана Кривенок     | Россия   | Лёгкая атлетика (толкание ядра, F33, женщины)              | 5 сентября |
| 21      | Артём Калашян         | Россия   | Лёгкая атлетика (бег на 200 метров, Т35, мужчины)          | 7 сентября |
| 22      | Маляк Алиева          | Россия   | Настольный теннис (одиночный разряд, WS6, женщины)         | 7 сентября |
| 23      | Егор Ефросинин        | Россия   | Плавание (50 метров баттерфляем, S7, мужчины)              | 7 сентября |

| Медали по видам спорта | Медали по видам спорта | Медали по видам спорта | Медали по видам спорта | Медали по видам спорта |
| ---------------------- | ---------------------- | ---------------------- | ---------------------- | ---------------------- |
| Вид спорта             | 1                      | 2                      | 3                      | Итого                  |
| Лёгкая атлетика        | 10                     | 6                      | 11                     | 27                     |
| Настольный теннис      | 0                      | 1                      | 1                      | 2                      |
| Плавание               | 16                     | 14                     | 11                     | 41                     |
| Тхэквондо              | 0                      | 1                      | 0                      | 1                      |
| Всего                  | 26                     | 22                     | 23                     | 71                     |

| Медали по дням | Медали по дням | Медали по дням | Медали по дням | Медали по дням |
| -------------- | -------------- | -------------- | -------------- | -------------- |
| Дата           | 1              | 2              | 3              | Итого          |
| 29 августа     | 1              | 2              | 1              | 4              |
| 30 августа     | 2              | 1              | 4              | 7              |
| 31 августа     | 4              | 5              | 2              | 11             |
| 1 сентября     | 1              | 2              | 2              | 5              |
| 2 сентября     | 3              | 4              | 1              | 8              |
| 3 сентября     | 4              | 2              | 5              | 11             |
| 4 сентября     | 4              | 1              | 3              | 8              |
| 5 сентября     | 2              | 1              | 2              | 5              |
| 6 сентября     | 1              | 1              | 0              | 2              |
| 7 сентября     | 4              | 3              | 3              | 10             |
| 8 сентября     | 0              | 0              | 0              | 0              |
| Всего          | 26             | 22             | 23             | 71             |

| Медали по полу | Медали по полу | Медали по полу | Медали по полу | Медали по полу |
| -------------- | -------------- | -------------- | -------------- | -------------- |
| Пол            | 1              | 2              | 3              | Итого          |
| Мужчины        | 20             | 14             | 13             | 47             |
| Женщины        | 6              | 8              | 10             | 24             |
| Всего          | 26             | 22             | 23             | 71             |

| Медали по странам | Медали по странам | Медали по странам | Медали по странам | Медали по странам |
| ----------------- | ----------------- | ----------------- | ----------------- | ----------------- |
| Страна            | 1                 | 2                 | 3                 | Итого             |
| Беларусь          | 6                 | 1                 | 0                 | 7                 |
| Россия            | 20                | 21                | 23                | 64                |
| Всего             | 26                | 22                | 23                | 71                |

## Состав сборной
Участники по видам спорта
| Участники по видам спорта | Участники по видам спорта | Участники по видам спорта | Участники по видам спорта | Участники по видам спорта | Участники по видам спорта |
| ------------------------- | ------------------------- | ------------------------- | ------------------------- | ------------------------- | ------------------------- |
| Вид спорта                | Мужчины                   | Мужчины                   | Женщины                   | Женщины                   |                           |
| Вид спорта                | Беларусь                  | Россия                    | Беларусь                  | Россия                    | Всего                     |
| Лёгкая атлетика           | 1                         | 27                        | 1                         | 19                        | 48                        |
| Настольный теннис         | 0                         | 1                         | 0                         | 3                         | 4                         |
| Паратриатлон              | 0                         | 1                         | 0                         | 1                         | 2                         |
| Плавание                  | 5                         | 18                        | 1                         | 16                        | 40                        |
| Тхэквондо                 | 0                         | 1                         | 0                         | 1                         | 2                         |
| Всего                     | 6                         | 48                        | 2                         | 40                        | 96                        |

Участники
 Лёгкая атлетика
1. Игорь Баскаков
2. Андрей Вдовин
3. Денис Гаврилов
4. Денис Гнездилов
5. Владислав Гриб
6. Никита Дубенчук
7. Давид Джатиев
8. Артём Калашян
9. Алан Кокойты
10. Александр Костин
11. Никита Котуков
12. Антон Кулятин
13. Георгий Маргиев
14. Иван Ревенко
15. Фёдор Рудаков
16. Дмитрий Сафронов
17. Владимир Свиридов
18. Роман Тарасов
19. Евгений Торсунов
20. Антон Феоктистов
21. Таймураз Хабалов
22. Хетаг Хинчагов
23. Александр Хрупин
24. Алексей Чуркин
25. Максим Шавриков
26. Евгений Швецов
27. Матвей Якушев
28. Александр Яремчук
29. Мария Богачёва
30. Ирина Вертинская
31. Екатерина Ветохина
32. Евгения Галактионова
33. Маргарита Гончарова
34. Елена Горлова
35. Елизавета Добровольская
36. Александра Зайцева
37. Дарья Иванова
38. Светлана Кривенок
39. Анна Кулинич-Сорокина
40. Светлана Миронова
41. Елена Паутова
42. Александра Ручкина
43. Наргиза Сафарова
44. Виктория Сланова
45. Анастасия Соловьёва
46. Елена Третьякова
47. Мария Ульяненко
48. Елена Шах

 Настольный теннис
1. Иван Карпов
2. Маляк Алиева
3. Елена Литвиненко
4. Елена Прокофьева

 Паратриатлон
1. Виктор Чеботарев
2. Анна Плотникова

 Плавание
1. Игорь Бокий
2. Дмитрий Боронин
3. Максим Вашкевич
4. Алексей Ганюк
5. Дмитрий Григорьев
6. Владимир Даниленко
7. Егор Ефросинин
8. Роман Жданов
9. Артём Исаев
10. Евгений Коваленок
11. Андрей Калина
12. Егор Кузьмин
13. Максим Никифоров
14. Андрей Николаев
15. Богдан Мозговой
16. Артём Павленко
17. Кирилл Пульвер
18. Дмитрий Салей
19. Даниил Смирнов
20. Владимир Сотников
21. Денис Тарасов
22. Дмитрий Черняев
23. Егор Щелканов
24. Наталия Буткова
25. Ирина Девятова
26. Анастасия Зудилова
27. Александра Зяблицева
28. Виктория Ищиулова
29. Елена Клячкина
30. Диана Кольцова
31. Мария Латрицкая
32. Дарья Лукьяненко
33. Мария Павлова
34. Наталья Павлюкова
35. Ани Палян
36. Аделина Разетдинова
37. Елизавета Сидоренко
38. Валерия Шабалина
39. Анастасия Шевченко
40. Зоя Щурова

 Тхэквондо
1. Алиасхаб Рамазанов
2. Елена Савинская

## Результаты соревнований

### Лёгкая атлетика
Мужчины
Беговые дисциплины
| Дисциплина         | Класс | Спортсмен                                         | Предварительный раунд | Предварительный раунд | Предварительный раунд | Финал                | Финал                |
| Дисциплина         | Класс | Спортсмен                                         | Забег                 | Время                 | Место                 | Время                | Место                |
| ------------------ | ----- | ------------------------------------------------- | --------------------- | --------------------- | --------------------- | -------------------- | -------------------- |
| бег на 100 метров  | Т12   | Роман Тарасов                                     | 3                     | 11,07 SB              | 3                     | завершил выступление | завершил выступление |
| бег на 100 метров  | Т35   | Давид Джатиев                                     | не проводится         | не проводится         | не проводится         | 12,06                | 5                    |
| бег на 100 метров  | Т35   | Артём Калашян                                     | не проводится         | не проводится         | не проводится         | 11,70 PB             | 2                    |
| бег на 100 метров  | Т35   | Дмитрий Сафронов                                  | не проводится         | не проводится         | не проводится         | 11,79 SB             | 3                    |
| бег на 100 метров  | Т36   | Евгений Торсунов                                  | 1                     | 12,08 SB              | 2 Q                   | 11,95 SB             | 4                    |
| бег на 100 метров  | Т37   | Андрей Вдовин                                     | 2                     | 11,57                 | 2 Q                   | 11,41 SB             | 3                    |
| бег на 200 метров  | Т35   | Давид Джатиев                                     | не проводится         | не проводится         | не проводится         | 26,02                | 8                    |
| бег на 200 метров  | Т35   | Артём Калашян                                     | не проводится         | не проводится         | не проводится         | 23,88                | 3                    |
| бег на 200 метров  | Т35   | Дмитрий Сафронов                                  | не проводится         | не проводится         | не проводится         | 23,78                | 2                    |
| бег на 200 метров  | Т37   | Андрей Вдовин                                     | 2                     | 23,54                 | 3 Q                   | 22,69 PB             | 1                    |
| бег на 200 метров  | Т37   | Антон Феоктистов                                  | 1                     | 23,91                 | 5                     | завершил выступление | завершил выступление |
| бег на 400 метров  | Т36   | Евгений Швецов                                    | не проводится         | не проводится         | не проводится         | 53,67 SB             | 5                    |
| бег на 400 метров  | Т37   | Андрей Вдовин                                     | 2                     | 52,15                 | 3 Q                   | 50,27 SB             | 1                    |
| бег на 400 метров  | Т37   | Антон Феоктистов                                  | 1                     | 52,56                 | 3 Q                   | 52,54                | 8                    |
| бег на 1500 метров | Т11   | Фёдор Рудаков — спортсмен-ведущий Андрей Сафронов | DNF                   | DNF                   | DNF                   | завершил выступление | завершил выступление |
| бег на 1500 метров | Т13   | Александр Костин                                  | не проводится         | не проводится         | не проводится         | 3:44,43 PR           | 1                    |
| бег на 1500 метров | Т13   | Антон Кулятин                                     | не проводится         | не проводится         | не проводится         | 3:44,94 PB           | 3                    |
| бег на 1500 метров | Т46   | Александр Яремчук                                 | не проводится         | не проводится         | не проводится         | 3:50,24              | 1                    |
| бег на 5000 метров | Т11   | Фёдор Рудаков — спортсмен-ведущий Андрей Сафронов | не проводится         | не проводится         | не проводится         | DNF                  | DNF                  |
| бег на 5000 метров | Т13   | Александр Костин                                  | не проводится         | не проводится         | не проводится         | 15:52,36             | 2                    |
| бег на 5000 метров | Т13   | Антон Кулятин                                     | не проводится         | не проводится         | не проводится         | 15:55,23             | 3                    |

Шоссейные дисциплины
| Дисциплина | Класс | Спортсмен      | Время   | Место |
| ---------- | ----- | -------------- | ------- | ----- |
| марафон    | T12   | Денис Гаврилов | 2:25,22 | 4     |

Технические дисциплины
| Дисциплина      | Класс | Спортсмен         | Финал     | Финал |
| Дисциплина      | Класс | Спортсмен         | Результат | Место |
| --------------- | ----- | ----------------- | --------- | ----- |
| прыжки в длину  | Т11   | Максим Шавриков   | 5,93      | 6     |
| прыжки в длину  | Т20   | Матвей Якушев     | 7,51 AR   | 1     |
| прыжки в длину  | Т36   | Евгений Торсунов  | 5,83 PR   | 1     |
| прыжки в длину  | Т38   | Хетаг Хинчагов    | 6,52 =SB  | 1     |
| прыжки в длину  | Т47   | Никита Котуков    | 7,05      | 3     |
| прыжки в высоту | Т47   | Георгий Маргиев   | 2,00 AR   | 3     |
| толкание ядра   | F11   | Игорь Баскаков    | 13,29     | 4     |
| толкание ядра   | F32   | Алексей Чуркин    | 11,39 SB  | 2     |
| толкание ядра   | F33   | Александр Хрупин  | 11,03     | 5     |
| толкание ядра   | F34   | Никита Дубенчук   | 11,40 AR  | 4     |
| толкание ядра   | F35   | Таймураз Хабалов  | 15,19 AR  | 4     |
| толкание ядра   | F36   | Алан Кокойты      | 16,27 SB  | 2     |
| толкание ядра   | F36   | Владимир Свиридов | 17,18 WR  | 1     |
| толкание ядра   | F40   | Денис Гнездилов   | 10,80     | 4     |
| толкание ядра   | F55   | Иван Ревенко      | 9,18      | 9     |
| метание диска   | F11   | Игорь Баскаков    | 31,44     | 7     |
| метание диска   | F52   | Владислав Гриб    | 12,28 SB  | 8     |
| метание копья   | F54   | Иван Ревенко      | 30,77 PB  | 1     |
| метание клаба   | F32   | Алексей Чуркин    | 40,33 AR  | 1     |
| метание клаба   | F51   | Владислав Гриб    | 31,69     | 6     |

Женщины
Беговые дисциплины
| Дисциплина         | Класс | Спортсмен                                               | Предварительный раунд | Предварительный раунд | Предварительный раунд | Полуфинал     | Полуфинал     | Полуфинал     | Финал                 | Финал                 |
| Дисциплина         | Класс | Спортсмен                                               | Забег                 | Время                 | Место                 | Забег         | Время         | Место         | Время                 | Место                 |
| ------------------ | ----- | ------------------------------------------------------- | --------------------- | --------------------- | --------------------- | ------------- | ------------- | ------------- | --------------------- | --------------------- |
| бег на 100 метров  | T37   | Виктория Сланова                                        | 1                     | 13,70                 | 4 q                   | не проводится | не проводится | не проводится | 13,82                 | 7                     |
| бег на 100 метров  | T37   | Елена Третьякова                                        | DNS                   | DNS                   | DNS                   | не проводится | не проводится | не проводится | завершила выступление | завершила выступление |
| бег на 100 метров  | T38   | Маргарита Гончарова                                     | 2                     | 12,84 PB              | 5 Q                   | не проводится | не проводится | не проводится | 12,96                 | 7                     |
| бег на 200 метров  | T12   | Анна Кулинич-Сорокина — спортсмен-ведущий Илья Гончаров | 3                     | 57,26 PB              | 2 q                   | 1             | 56,55 PB      | 3             | завершила выступление | завершила выступление |
| бег на 200 метров  | T37   | Виктория Сланова                                        | не проводится         | не проводится         | не проводится         | не проводится | не проводится | не проводится | 28,53                 | 6                     |
| бег на 200 метров  | T47   | Анастасия Соловьёва                                     | 2                     | 25,74 SB              | 2 Q                   | не проводится | не проводится | не проводится | 26,05                 | 7                     |
| бег на 400 метров  | T12   | Анна Кулинич-Сорокина — спортсмен-ведущий Илья Гончаров | 1                     | 25,97 SB              | 2 q                   | 3             | DQ            | —             | завершила выступление | завершила выступление |
| бег на 400 метров  | T13   | Мария Ульяненко                                         | 1                     | 58,57 SB              | 5 q                   | не проводится | не проводится | не проводится | 58,96                 | 8                     |
| бег на 400 метров  | T37   | Виктория Сланова                                        | не проводится         | не проводится         | не проводится         | не проводится | не проводится | не проводится | 1:03,61 PB            | 3                     |
| бег на 400 метров  | T38   | Маргарита Гончарова                                     | 1                     | 1:00,82               | 2 Q                   | не проводится | не проводится | не проводится | 1:00,64               | 4                     |
| бег на 400 метров  | T47   | Анастасия Соловьёва                                     | 1                     | 59,00                 | 3 Q                   | не проводится | не проводится | не проводится | 58,20 SB              | 6                     |
| бег на 1500 метров | T13   | Елена Паутова                                           | не проводится         | не проводится         | не проводится         | не проводится | не проводится | не проводится | 4:49,57 SB            | 8                     |

Технические дисциплины
| Дисциплина     | Класс | Спортсмен               | Квалификация  | Квалификация  | Финал     | Финал |
| Дисциплина     | Класс | Спортсмен               | Результат     | Место         | Результат | Место |
| -------------- | ----- | ----------------------- | ------------- | ------------- | --------- | ----- |
| прыжки в длину | T20   | Александра Ручкина      | не проводится | не проводится | 5,22      | 8     |
| прыжки в длину | T37   | Елена Третьякова        | не проводится | не проводится | 4,37      | 4     |
| прыжки в длину | T38   | Маргарита Гончарова     | не проводится | не проводится | 4,74      | 7     |
| толкание ядра  | F20   | Александра Зайцева      | не проводится | не проводится | 13,22     | 8     |
| толкание ядра  | F20   | Светлана Миронова       | не проводится | не проводится | 13,68     | 4     |
| толкание ядра  | F32   | Евгения Галактионова    | не проводится | не проводится | 7,72 SB   | 3     |
| толкание ядра  | F32   | Наргиза Сафарова        | не проводится | не проводится | 6,02 PB   | 4     |
| толкание ядра  | F33   | Светлана Кривенок       | не проводится | не проводится | 7,74 PB   | 3     |
| толкание ядра  | F35   | Дарья Иванова           | не проводится | не проводится | 7,95      | 7     |
| толкание ядра  | F37   | Ирина Вертинская        | не проводится | не проводится | 12,86     | 3     |
| толкание ядра  | F54   | Мария Богачёва          | не проводится | не проводится | 7,09      | 6     |
| толкание ядра  | F57   | Екатерина Ветохина      | 7,93          | 2 q           | 8,12      | 10    |
| метание диска  | F11   | Елена Шах               | не проводится | не проводится | 33,34     | 7     |
| метание диска  | F38   | Ирина Вертинская        | не проводится | не проводится | 29,15     | 9     |
| метание диска  | F53   | Елена Горлова           | не проводится | не проводится | 12,44     | 5     |
| метание диска  | F57   | Екатерина Ветохина      | 24,52         | 2 Q           | 24,42     | 10    |
| метание копья  | F13   | Елизавета Добровольская | не проводится | не проводится | 36,71     | 4     |
| метание копья  | F13   | Анна Кулинич-Сорокина   | не проводится | не проводится | 38,10 SB  | 2     |
| метание копья  | F54   | Мария Богачёва          | не проводится | не проводится | 14,55     | 5     |
| метание клаба  | F32   | Евгения Галактионова    | не проводится | не проводится | 20,28 SB  | 10    |
| метание клаба  | F32   | Наргиза Сафарова        | не проводится | не проводится | 15,35 PB  | 14    |

### Настольный теннис
| Соревнование              | Класс | Спортсмены                    | 1/16                    | Четвертьфинал          | Полуфинал                 | Финал                 | Место |
| Соревнование              | Класс | Спортсмены                    | Соперник Результат      | Соперник Результат     | Соперник Результат        | Соперник Результат    | Место |
| ------------------------- | ----- | ----------------------------- | ----------------------- | ---------------------- | ------------------------- | --------------------- | ----- |
| мужчины, одиночный разряд | MS10  | Иван Карпов                   | М. Боэа (FRA) П 0:3     | завершил выступление   | завершил выступление      | завершил выступление  | 9     |
| женщины, одиночный разряд | WS6   | Маляк Алиева                  | не участвовала          | Ш. Гребе (GER) В 3:0   | Н. Аль-Дайени (IRQ) П 3:1 | завершила выступление | 3     |
| женщины, одиночный разряд | WS8   | Елена Литвиненко              | С. Келмер (BRA) П 0:3   | завершила выступление  | завершила выступление     | завершила выступление | 9     |
| женщины, одиночный разряд | WS11  | Елена Прокофьева              | Д. Макурова (CZE) В 3:1 | Вон (HKG) В 3:0        | К. Фурукава (JPN) В 3:2   | Н. Вада (JPN) П 3:1   | 2     |
| женщины, парный разряд    | WD14  | Маляк Алиева Елена Литвиненко | —                       | Хуан/Цзинь (CHN) П 3:1 | завершили выступление     | завершили выступление | 5     |

### Паратриатлон
| Соревнование | Класс | Спортсмены       | Плавание | Смена | Велоспорт | Смена | Бег   | Итоговое время | Отставание | Место |
| ------------ | ----- | ---------------- | -------- | ----- | --------- | ----- | ----- | -------------- | ---------- | ----- |
| мужчины      | PTS3  | Виктор Чеботарев | 13:54    | 1:26  | 38:29     | 0:51  | 21:58 | 1:16:38        | +8:33      | 8     |
| женщины      | PTS4  | Анна Плотникова  | 16:56    | 1:19  | 38:06     | 0:42  | 21:46 | 1:18:49        | +4:19      | 6     |

### Плавание
Мужчины
| Дистанция                        | Класс | Спортсмены         | Предварительный раунд | Предварительный раунд | Предварительный раунд | Финал                | Финал                |
| Дистанция                        | Класс | Спортсмены         | Заплыв                | Результат             | Место                 | Результат            | Место                |
| -------------------------------- | ----- | ------------------ | --------------------- | --------------------- | --------------------- | -------------------- | -------------------- |
| 50 метров вольным стилем         | S4    | Роман Жданов       | 2                     | 47,92                 | 6                     | завершил выступление | завершил выступление |
| 50 метров вольным стилем         | S5    | Кирилл Пульвер     | 1                     | 33,64                 | 3 Q                   | 32,96                | 6                    |
| 50 метров вольным стилем         | S7    | Егор Ефросинин     | 2                     | 28,18                 | 3 Q                   | 28,02                | 3                    |
| 50 метров вольным стилем         | S9    | Богдан Мозговой    | 1                     | 26,06                 | 2 Q                   | 25,92                | 7                    |
| 50 метров вольным стилем         | S9    | Денис Тарасов      | 2                     | 25,37                 | 2 Q                   | 25,15                | 2                    |
| 50 метров вольным стилем         | S9    | Егор Щелканов      | 1                     | 26,45                 | 3                     | завершил выступление | завершил выступление |
| 100 метров вольным стилем        | S10   | Дмитрий Григорьев  | 2                     | 24,62                 | 4 Q                   | 24,62                | 6                    |
| 100 метров вольным стилем        | S13   | Игорь Бокий        | 2                     | 23,60                 | 1 Q                   | 23,65                | 1                    |
| 100 метров вольным стилем        | S13   | Дмитрий Салей      | 1                     | 24,38                 | 4 Q                   | 24,48                | 8                    |
| 100 метров вольным стилем        | S4    | Роман Жданов       | 2                     | 1:26,42               | 4 Q                   | 1:22,96              | 6                    |
| 100 метров вольным стилем        | S5    | Кирилл Пульвер     | 1                     | 1:10,53               | 1 Q                   | 1:09,41              | 3                    |
| 100 метров вольным стилем        | S8    | Андрей Николаев    | 1                     | 59,63                 | 3 Q                   | 58,50                | 4                    |
| 100 метров вольным стилем        | S12   | Максим Вашкевич    | 2                     | 56,96                 | 6                     | завершил выступление | завершил выступление |
| 100 метров вольным стилем        | S12   | Егор Кузьмин       | 1                     | 57,63                 | 7                     | завершил выступление | завершил выступление |
| 100 метров вольным стилем        | S12   | Дмитрий Салей      | 1                     | 54,47                 | 3 Q                   | 53,84                | 5                    |
| 200 метров вольным стилем        | S2    | Владимир Даниленко | 1                     | 4:13,58               | 1 Q                   | 4:14,16              | 2                    |
| 200 метров вольным стилем        | S4    | Роман Жданов       | 2                     | 3:04,80               | 2 Q                   | 2:53,01              | 2                    |
| 200 метров вольным стилем        | S5    | Кирилл Пульвер     | 1                     | 2:34,31               | 1 Q                   | 2:27,32              | 2                    |
| 400 метров вольным стилем        | S7    | Алексей Ганюк      | 1                     | 4:56,68               | 2 Q                   | 4:57,66              | 5                    |
| 400 метров вольным стилем        | S8    | Андрей Николаев    | 2                     | 4:32,87               | 2 Q                   | 4:24,00              | 3                    |
| 400 метров вольным стилем        | S13   | Игорь Бокий        | 2                     | 4:13,11               | 1 Q                   | 3:58,37              | 1                    |
| 400 метров вольным стилем        | S13   | Евгений Коваленок  | 1                     | 4:26,22               | 4 Q                   | 4:24,73              | 8                    |
| 400 метров вольным стилем        | S13   | Владимир Сотников  | 2                     | 4:17,80               | 4 Q                   | 4:14,61              | 5                    |
| 50 метров баттерфляем            | S5    | Дмитрий Черняев    | 2                     | 39,79                 | 6                     | завершил выступление | завершил выступление |
| 50 метров баттерфляем            | S7    | Егор Ефросинин     | 1                     | 30,67                 | 3 Q                   | 29,69                | 3                    |
| 100 метров баттерфляем           | S9    | Егор Щелканов      | 1                     | 1:01,51               | 2 Q                   | 1:02,48              | 8                    |
| 100 метров баттерфляем           | S10   | Дмитрий Григорьев  | 1                     | 1:00,35               | 4                     | завершил выступление | завершил выступление |
| 100 метров баттерфляем           | S12   | Максим Вашкевич    | 1                     | 1:00,63               | 4 Q                   | 1:00,74              | 8                    |
| 100 метров баттерфляем           | S12   | Егор Кузьмин       | 1                     | 59,07                 | 2 Q                   | 1:00,58              | 7                    |
| 100 метров баттерфляем           | S12   | Дмитрий Салей      | 2                     | 58,59                 | 2 Q                   | 57,92                | 2                    |
| 100 метров баттерфляем           | S13   | Игорь Бокий        | 2                     | 54,23                 | 1 Q                   | 54,13                | 1                    |
| 100 метров баттерфляем           | S13   | Владимир Сотников  | 2                     | 59,64                 | 4                     | завершил выступление | завершил выступление |
| 50 метров на спине               | S2    | Владимир Даниленко | 2                     | 56,99                 | 2 Q                   | 57,54                | 2                    |
| 50 метров на спине               | S4    | Роман Жданов       | 2                     | 42,90                 | 1 Q                   | 42,30                | 1                    |
| 50 метров на спине               | S5    | Кирилл Пульвер     | 2                     | 39,64                 | 5                     | завершил выступление | завершил выступление |
| 100 метров на спине              | S2    | Владимир Даниленко | 1                     | 2:02,02               | 1 Q                   | 2:01,34              | 2                    |
| 100 метров на спине              | S7    | Алексей Ганюк      | 1                     | 1:13,24               | 2 Q                   | 1:12,56              | 4                    |
| 100 метров на спине              | S9    | Богдан Мозговой    | 2                     | 1:01,32               | 1 Q                   | 1:00,76 PR           | 1                    |
| 100 метров на спине              | S9    | Егор Щелканов      | 2                     | 1:03,22               | 2 Q                   | 1:01,93              | 3                    |
| 100 метров на спине              | S12   | Максим Вашкевич    | 2                     | 1:03,83               | 3 Q                   | 1:03,12              | 4                    |
| 100 метров на спине              | S12   | Егор Кузьмин       | 2                     | 1:11,25               | 7                     | завершил выступление | завершил выступление |
| 100 метров на спине              | S12   | Дмитрий Салей      | 1                     | 1:03,57               | 2 Q                   | 1:03,12              | 4                    |
| 100 метров на спине              | S13   | Игорь Бокий        | 2                     | 58,97                 | 1 Q                   | 56,60                | 1                    |
| 100 метров на спине              | S13   | Евгений Коваленок  | 2                     | 1:05,97               | 7                     | завершил выступление | завершил выступление |
| 100 метров на спине              | S13   | Владимир Сотников  | 1                     | 58,32                 | 1 Q                   | 57,95                | 2                    |
| 100 метров брассом               | SB4   | Дмитрий Черняев    | 2                     | 1:33,91               | 1 Q                   | 1:32,20              | 1                    |
| 100 метров брассом               | SB8   | Андрей Калина      | 2                     | 1:10,61               | 1 Q                   | 1:09,02              | 1                    |
| 100 метров брассом               | SB8   | Даниил Смирнов     | 2                     | 1:12,56               | 4 Q                   | 1:11,59              | 4                    |
| 100 метров брассом               | SB9   | Дмитрий Григорьев  | 2                     | 1:10,02               | 4 Q                   | 1:10,37              | 7                    |
| 100 метров брассом               | SB9   | Артём Исаев        | 2                     | 1:07,48               | 1 Q                   | 1:07,29              | 4                    |
| 100 метров брассом               | SB11  | Дмитрий Боронин    | 1                     | 1:23,21               | 5                     | завершил выступление | завершил выступление |
| 100 метров брассом               | SB13  | Евгений Коваленок  | 1                     | 1:09,86               | 5                     | завершил выступление | завершил выступление |
| 100 метров брассом               | SB13  | Максим Никифоров   | 2                     | 1:08,29               | 4 Q                   | 1:07,85              | 8                    |
| 100 метров брассом               | SB14  | Артём Павленко     | 1                     | 1:08,14               | 4 Q                   | 1:08,60              | 7                    |
| 150 метров комплексным плаванием | SM4   | Роман Жданов       | 2                     | 2:31,43               | 1 Q                   | 2:23,03              | 1                    |
| 200 метров комплексным плаванием | SM6   | Дмитрий Черняев    | 1                     | 2:59,47               | 5                     | завершил выступление | завершил выступление |
| 200 метров комплексным плаванием | SM7   | Егор Ефросинин     | 1                     | 2:49,38               | 4 Q                   | 2:48,50              | 8                    |
| 200 метров комплексным плаванием | SM9   | Андрей Калина      | 1                     | 2:22,32               | 3 Q                   | 2:19,40              | 5                    |
| 200 метров комплексным плаванием | SM9   | Богдан Мозговой    | 1                     | 2:21,58               | 2 Q                   | 2:18,08              | 4                    |
| 200 метров комплексным плаванием | SM9   | Егор Щелканов      | 2                     | 2:30,12               | 8                     | завершил выступление | завершил выступление |
| 200 метров комплексным плаванием | SM10  | Артём Исаев        | 2                     | 2:19,19               | 3 Q                   | 2:15,65              | 5                    |
| 200 метров комплексным плаванием | SM13  | Игорь Бокий        | 2                     | 2:10,55               | 1 Q                   | 2:02,03 WR           | 1                    |
| 200 метров комплексным плаванием | SM13  | Владимир Сотников  | 2                     | 2:14,64               | 2 Q                   | 2:10,56              | 3                    |

Женщины
| Дистанция                        | Класс | Спортсмены           | Предварительный раунд | Предварительный раунд | Предварительный раунд | Финал                 | Финал                 |
| Дистанция                        | Класс | Спортсмены           | Заплыв                | Результат             | Место                 | Результат             | Место                 |
| -------------------------------- | ----- | -------------------- | --------------------- | --------------------- | --------------------- | --------------------- | --------------------- |
| 50 метров вольным стилем         | S4    | Наталия Буткова      | 1                     | 44,36                 | 4                     | завершила выступление | завершила выступление |
| 50 метров вольным стилем         | S8    | Виктория Ищиулова    | 2                     | 31,10                 | 2 Q                   | 30,79                 | 3                     |
| 50 метров вольным стилем         | S8    | Ани Палян            | 1                     | 34,25                 | 7                     | завершила выступление | завершила выступление |
| 50 метров вольным стилем         | S10   | Елизавета Сидоренко  | 1                     | 28,58                 | 5                     | завершила выступление | завершила выступление |
| 50 метров вольным стилем         | S11   | Анастасия Шевченко   | 1                     | 32,32                 | 6                     | завершила выступление | завершила выступление |
| 50 метров вольным стилем         | S13   | Мария Латрицкая      | 3                     | 29,03                 | 6                     | завершила выступление | завершила выступление |
| 100 метров вольным стилем        | S3    | Зоя Щурова           | 2                     | 2:04,09               | 3 Q                   | 2:05,05               | 6                     |
| 100 метров вольным стилем        | S5    | Наталия Буткова      | 1                     | 1:36,63               | 8                     | завершила выступление | завершила выступление |
| 100 метров вольным стилем        | S7    | Ани Палян            | 2                     | 1:16,63               | 8                     | завершила выступление | завершила выступление |
| 100 метров вольным стилем        | S10   | Елизавета Сидоренко  | 2                     | 1:05,12               | 8                     | завершила выступление | завершила выступление |
| 100 метров вольным стилем        | S11   | Дарья Лукьяненко     | 2                     | 1:07,77               | 1 Q                   | 1:04,88 WR            | 1                     |
| 100 метров вольным стилем        | S11   | Анастасия Шевченко   | 1                     | 1:12,14               | 4                     | завершила выступление | завершила выступление |
| 200 метров вольным стилем        | S5    | Ирина Девятова       | 1                     | 3:15,80               | 4                     | завершила выступление | завершила выступление |
| 200 метров вольным стилем        | S14   | Валерия Шабалина     | 2                     | 2:12,47               | 2 Q                   | 2:05,10               | 1                     |
| 400 метров вольным стилем        | S8    | Мария Павлова        | 2                     | 5:38,55               | 6                     | завершила выступление | завершила выступление |
| 400 метров вольным стилем        | S11   | Дарья Лукьяненко     | 2                     | 5:06,06               | 1 Q                   | 5:04,37               | 3                     |
| 400 метров вольным стилем        | S11   | Анастасия Шевченко   | 1                     | 5:42,41               | 5                     | завершила выступление | завершила выступление |
| 400 метров вольным стилем        | S13   | Александра Зяблицева | 1                     | 4:53,99               | 4 Q                   | 4:49,47               | 6                     |
| 50 метров баттерфляем            | S5    | Ирина Девятова       | 1                     | 57,19                 | 6                     | завершила выступление | завершила выступление |
| 50 метров баттерфляем            | S7    | Ани Палян            | 1                     | 37,72                 | 4 Q                   | 37,84                 | 7                     |
| 100 метров баттерфляем           | S8    | Виктория Ищиулова    | 1                     | 1:13,97               | 1 Q                   | 1:11,62               | 2                     |
| 100 метров баттерфляем           | S8    | Мария Павлова        | 2                     | 1:22,67               | 6                     | завершила выступление | завершила выступление |
| 100 метров баттерфляем           | S13   | Александра Зяблицева | 1                     | 1:11,60               | 7                     | завершила выступление | завершила выступление |
| 100 метров баттерфляем           | S14   | Валерия Шабалина     | 2                     | 1:05,37               | 2 Q                   | 1:04,40               | 3                     |
| 50 метров на спине               | S2    | Диана Кольцова       | 1                     | 1:11,11               | 1 Q                   | 1:12,00               | 5                     |
| 50 метров на спине               | S3    | Зоя Щурова           | 1                     | 58,12                 | 1 Q                   | 58,36                 | 2                     |
| 50 метров на спине               | S4    | Наталия Буткова      | не проводится         | не проводится         | не проводится         | 56,78                 | 7                     |
| 100 метров на спине              | S2    | Диана Кольцова       | 2                     | 2:27,90               | 2 Q                   | 2:32,68               | 4                     |
| 100 метров на спине              | S8    | Виктория Ищиулова    | 1                     | 1:17,50               | 1 Q                   | 1:14,97               | 2                     |
| 100 метров на спине              | S9    | Елена Клячкина       | 2                     | 1:17,69               | 7                     | завершила выступление | завершила выступление |
| 100 метров на спине              | S10   | Елизавета Сидоренко  | 2                     | 1:17,02               | 7                     | завершила выступление | завершила выступление |
| 100 метров на спине              | S11   | Дарья Лукьяненко     | 2                     | 1:18,12               | 2 Q                   | 1:16,64 ER            | 3                     |
| 100 метров на спине              | S11   | Анастасия Шевченко   | 2                     | 1:20,49               | 4 Q                   | 1:19,95               | 7                     |
| 100 метров на спине              | S13   | Александра Зяблицева | не проводится         | не проводится         | не проводится         | 1:09,46               | 4                     |
| 100 метров на спине              | S14   | Валерия Шабалина     | 2                     | 1:08,99               | 2 Q                   | 1:06,68               | 2                     |
| 100 метров брассом               | SB3   | Зоя Щурова           | 2                     | 1:09,13               | 5                     | 1:03,59               | 5                     |
| 100 метров брассом               | SB4   | Ирина Девятова       | 2                     | 1:59,81               | 4 Q                   | 2:01,15               | 7                     |
| 100 метров брассом               | SB4   | Наталья Павлюкова    | 2                     | 2:03,23               | 5 Q                   | 2:01,61               | 8                     |
| 100 метров брассом               | SB7   | Мария Павлова        | 2                     | 1:31,25               | 1 Q                   | 1:26,09 WR            | 1                     |
| 100 метров брассом               | SB8   | Виктория Ищиулова    | 1                     | 1:26,96               | 4 Q                   | 1:24,50               | 3                     |
| 100 метров брассом               | SB8   | Елена Клячкина       | 1                     | 1:32,45               | 7                     | завершила выступление | завершила выступление |
| 100 метров брассом               | SB8   | Аделина Разетдинова  | 2                     | 1:28,42               | 5                     | завершила выступление | завершила выступление |
| 100 метров брассом               | SB9   | Елизавета Сидоренко  | 1                     | 1:19,59               | 3 Q                   | 1:19,65               | 6                     |
| 100 метров брассом               | SB11  | Дарья Лукьяненко     | 2                     | 1:22,76               | 1 Q                   | 1:18,31 PR            | 1                     |
| 100 метров брассом               | SB13  | Анастасия Зудилова   | 1                     | 1:22,15               | 3 Q                   | 1:22,15               | 7                     |
| 100 метров брассом               | SB13  | Мария Латрицкая      | 2                     | 1:21,52               | 4 Q                   | 1:20,58               | 6                     |
| 150 метров комплексным плаванием | SM4   | Наталия Буткова      | 1                     | 2:55,71               | 1 Q                   | 2:54,68               | 2                     |
| 200 метров комплексным плаванием | SM5   | Ирина Девятова       | 3                     | 3:55,70               | 4                     | завершила выступление | завершила выступление |
| 200 метров комплексным плаванием | SM5   | Наталья Павлюкова    | 2                     | 4:28,15               | 6                     | завершила выступление | завершила выступление |
| 200 метров комплексным плаванием | SM8   | Виктория Ищиулова    | 1                     | 2:43,20               | 1 Q                   | 2:40,65               | 2                     |
| 200 метров комплексным плаванием | SM8   | Мария Павлова        | 2                     | 3:02,37               | 7                     | завершила выступление | завершила выступление |
| 200 метров комплексным плаванием | SM11  | Дарья Лукьяненко     | 2                     | 2:47,77               | 2 Q                   | 2:37,77 WR            | 1                     |
| 200 метров комплексным плаванием | SM11  | Анастасия Шевченко   | 2                     | 3:10,25               | 5                     | завершила выступление | завершила выступление |
| 200 метров комплексным плаванием | SM13  | Анастасия Зудилова   | 2                     | 2:47,34               | 6                     | завершила выступление | завершила выступление |
| 200 метров комплексным плаванием | SM13  | Александра Зяблицева | 2                     | 2:38,02               | 5                     | завершила выступление | завершила выступление |
| 200 метров комплексным плаванием | SM14  | Валерия Шабалина     | 2                     | 2:30,16               | 2 Q                   | 2:22,40               | 1                     |

### Тхэквондо
| Категория            | Класс | Спортсмены             | Первый раунд               | Четвертьфинал               | Полуфинал                   | Финал                  | Место |
| Категория            | Класс | Спортсмены             | Соперник Результат         | Соперник Результат          | Соперник Результат          | Соперник Результат     | Место |
| -------------------- | ----- | ---------------------- | -------------------------- | --------------------------- | --------------------------- | ---------------------- | ----- |
| мужчины, свыше 80 кг | K44   | Алиасхаб Рамазанов (7) | Д. Гегеу (SOL) (10) В 16:0 | И. Микулич (CRO) (2) В 21:6 | Э. Меделл (USA) (3) В 19:17 | М. Буш (GBR) (4) П 0:5 | 2     |
| женщины, до 65 кг    | K44   | Елена Савинская (6)    | М. Дасси (CMR) (11) П 2:15 | завершила выступление       | завершила выступление       | завершила выступление  | 9     |